# Puerto Montt

Puerto Montt é uma cidade do sul do Chile, capital da Província de Llanquihue e da Região de Los Lagos. A comuna de Puerto Montt tem uma população de 175 847 habitantes (censo 2002) e 1673 km². Segundo estimativas do Instituto Nacional de Estatísticas (INE) para o ano 2010 a comuna contaria aproximadamente com 236 000 habitantes. Atualmente a comuna acolhe cerca de 27 % (aproximado) da população total da Região de Los Lagos, 11,39 % da qual corresponde a população rural e 88,61 % a população urbana.
Localiza-se frente ao seno de Reloncaví; conta com uma baía protegida em sua costa ocidental pela ilha Tenglo. Constitui o principal nexo com as regiões austrais de Aysén e Magalhães e Antártica Chilena.
Por sua localização estratégica, esta cidade é o ponto de partida para o deslocamento para a Patagônia chilena, além de seu importante porto marítimo conecta ao resto do país com as regiões mais austrais, além de seu aeroporto internacional Base Aérea El Tepual, segundo em importância do país, com os principais terminais aéreos do Chile.
Integra junto com as comunas de Cochamó, Maullín e Calbuco o Distrito Eleitoral N° 57 e pertence a 17ª Circunscrição Senatorial (Los Lagos sul).
Em 25 de dezembro de 2016 a região foi atingida por terremoto de 7.7 graus.

## História

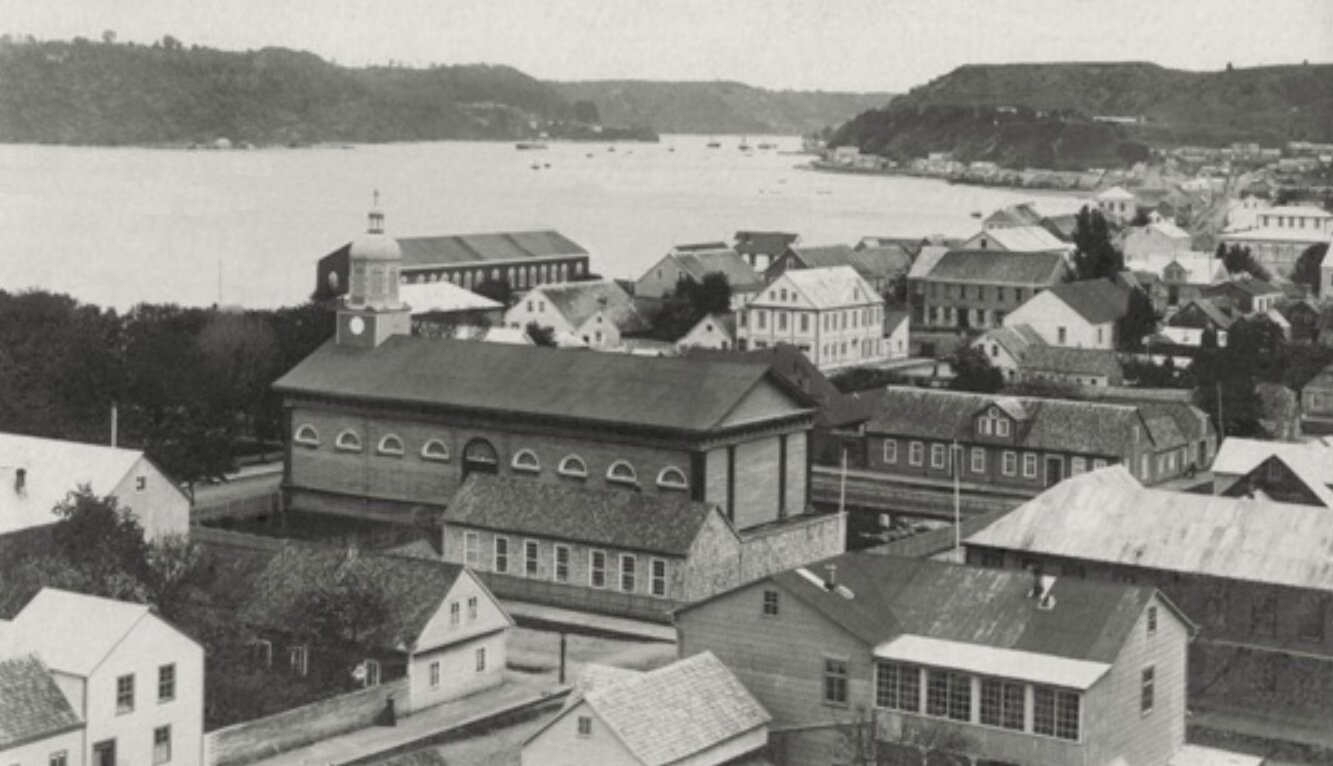
Vista de Puerto Montt em 1905.

A cidade foi fundada em 12 de fevereiro de 1853 por Vicente Pérez Rosales. A localização original da cidade estava junto à enseada de Reloncaví, em um lugar chamado "Melipulli" (que na língua mapuche significa "Quatro Colinas"). Seu nome atual foi dado en honra ao mandatário da época, dom Manuel Montt Torres. Os povoadores que habitavam esta zona se dedicavan principalmente à exploração da madeira do alerce, uma árvore local. Em 1852 chegam os primeiros colonos alemães que iniciam o processo de colonização. Em 1912 se constrói a ferrovia que une a cidade com o resto do país.
A comuna foi criada em 1861 como capital do Território de Colonização de Llanquihue, que logo passou a ser a Província de Llanquihue. Ao criar-se a Região de Los Lagos em 1975, integrando as antiguas províncias de Valdivia, Osorno, Llanquihue e Chiloé, Puerto Montt se converteu em capital regional.
Suas principais atividades econômicas são a pesca, o comércio e o turismo. Desta cidade saem os passeios para o Cruce de Lagos (a travessia dos lagos andinos até a Argentina) e excursões para regiões do sul do Chile, como a ilha de Chiloé e Puerto Aisén.

## Geografia
A cidade localiza-se junto à Enseada de Reloncaví, uma baía protegida na costa sul chilena. Faz parte de uma ligação natural com as regiões de Aisén del General Carlos Ibáñez del Campo (XI Região) e de Magallanes (XII Região). Por sua localização estratégica, esta cidade constitui o ponto de partida para o deslocamento até os lugares e atrações turísticas do sul em geral, e ademais é um porto marítimo com as regiões mais austrais, e o seu aeroporto internacional "El Tepual", a liga com os principais terminais aéreos do país. As principais rodovias que cruzam a comuna são a Ruta 5-CH (Rodovia Pan-americana), a Ruta CH-7 (Carretera Austral) e a Ruta CH-226.
A comuna limita-se:
- a norte com Puerto Varas
- a oeste com Los Muermos e Maullín
- a leste com Cochamó
- a sul com Calbuco e Hualaihué

### Clima

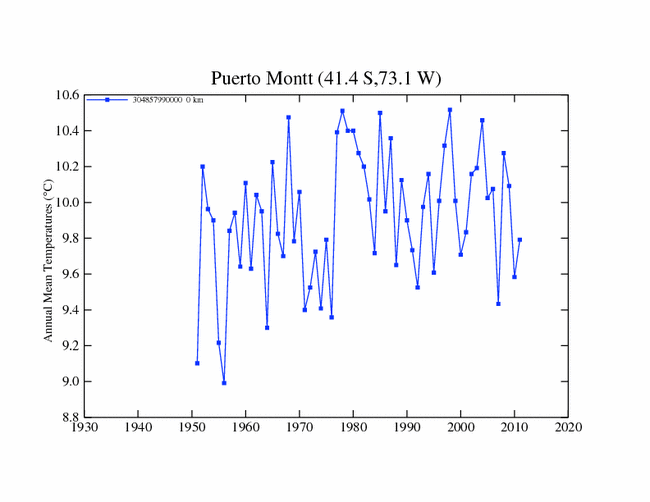
Temperatura média do ar, 1949 a 2008 (NASA)

O clima de Puerto Montt é temperado chuvoso, sendo sua principal característica a falta de uma estação seca, muito embora entre os meses de novembro e março as precipitações diminuam, nunca cessam totalmente. Em julho as temperaturas podem baixar a -5 °C e no verão podem chegar, raramente, a 30 °C.
| Estação: EL Tepual - Período: 1961 a 1990 | Estação: EL Tepual - Período: 1961 a 1990 | Estação: EL Tepual - Período: 1961 a 1990 | Estação: EL Tepual - Período: 1961 a 1990 | Estação: EL Tepual - Período: 1961 a 1990 | Estação: EL Tepual - Período: 1961 a 1990 | Estação: EL Tepual - Período: 1961 a 1990 | Estação: EL Tepual - Período: 1961 a 1990 | Estação: EL Tepual - Período: 1961 a 1990 | Estação: EL Tepual - Período: 1961 a 1990 | Estação: EL Tepual - Período: 1961 a 1990 | Estação: EL Tepual - Período: 1961 a 1990 | Estação: EL Tepual - Período: 1961 a 1990 | Estação: EL Tepual - Período: 1961 a 1990 | Estação: EL Tepual - Período: 1961 a 1990 |
| Dado                                      | jan                                       | fev                                       | mar                                       | abr                                       | mai                                       | jun                                       | jul                                       | ago                                       | set                                       | out                                       | nov                                       | dez                                       | Média                                     | Total                                     |
| ----------------------------------------- | ----------------------------------------- | ----------------------------------------- | ----------------------------------------- | ----------------------------------------- | ----------------------------------------- | ----------------------------------------- | ----------------------------------------- | ----------------------------------------- | ----------------------------------------- | ----------------------------------------- | ----------------------------------------- | ----------------------------------------- | ----------------------------------------- | ----------------------------------------- |
| T. Mínima (°C)                            | 9                                         | 9                                         | 8                                         | 6                                         | 6                                         | 3                                         | 3                                         | 3                                         | 4                                         | 5                                         | 6                                         | 8                                         | 6,4                                       | ---                                       |
| T. Média (°C)                             | 14                                        | 14                                        | 12                                        | 10                                        | 8                                         | 6                                         | 6                                         | 6                                         | 7                                         | 9                                         | 11                                        | 13                                        | 10,1                                      | ---                                       |
| T. Máxima (°C)                            | 19                                        | 18                                        | 17                                        | 14                                        | 12                                        | 10                                        | 10                                        | 10                                        | 12                                        | 13                                        | 15                                        | 18                                        | 14,9                                      | ---                                       |
| Precip. (mm)                              | 90,1                                      | 93,3                                      | 98,9                                      | 143,3                                     | 234,1                                     | 223,8                                     | 228,7                                     | 208,5                                     | 145,9                                     | 120,9                                     | 111,9                                     | 103,1                                     | 150.2                                     | 1802.5                                    |

## Cidades Irmãs
Puerto Montt está irmanado com:
- Puerto Madryn, Argentina.[4]
- Atapuerca, Espanha.[5]
- Qingdao, República Popular da China.[6]
- Québec, Canadá.[7]